# Diocesi di Tuburbo Maggiore
La diocesi di Tuburbo Maggiore (in latino Dioecesis Thuburbitana seu Thuburbitanorum Maiorum) è una sede soppressa e sede titolare della Chiesa cattolica.

## Storia
Tuburbo Maggiore, il cui sito archeologico si trova nei pressi della città di El Fahs (governatorato di Zaghouan) nell'odierna Tunisia, è un'antica sede episcopale della provincia romana dell'Africa Proconsolare, suffraganea dell'arcidiocesi di Cartagine.
Tra gli edifici è stata riconosciuta una basilica cristiana a tre navate con battistero, identificabile con la sede vescovile.
Sono sei i vescovi attribuibili alla sede di Tuburbo Maggiore. Sedato prese parte al concilio di Cartagine convocato il 1º settembre 256 da san Cipriano per discutere della questione relativa alla validità del battesimo amministrato dagli eretici, e figura al 18º posto nelle Sententiae episcoporum. Fausto fu tra i vescovi africani che parteciparono al concilio di Arles in Gallia nel 314. Alla conferenza di Cartagine del 411, che vide riuniti assieme i vescovi cattolici e donatisti dell'Africa romana, presero parte il cattolico Cipriano e il donatista Rufino. Bennato intervenne al sinodo riunito a Cartagine dal re vandalo Unerico nel 484, in seguito al quale venne esiliato. Infine Germano assistette al concilio antimonotelita del 646. Ad eccezione dei vescovi del 411, gli altri possono appartenere sia a questa sede sia a quella di Tuburbo Minore.
Dal 1933 Tuburbo Maggiore è annoverata tra le sedi vescovili titolari della Chiesa cattolica; la sede è vacante dal 12 febbraio 2025.

## Cronotassi

### Vescovi
- Sedato † (menzionato nel 256)
- Fausto † (menzionato nel 314)
- Cipriano † (menzionato nel 411)
  - Rufino † (menzionato nel 411) (vescovo donatista)
- Bennato † (menzionato nel 484)
- Germano † (menzionato nel 646)

### Vescovi titolari
- Servilio Conti, I.M.C. † (8 febbraio 1968 - 14 settembre 2014 deceduto)
- Yoohanon Theodosius Kochuthundil (5 agosto 2017 - 10 aprile 2018 nominato eparca coadiutore di Muvattupuzha)
- Robert Gerald Casey (3 luglio 2018 - 12 febbraio 2025 nominato arcivescovo di Cincinnati)